# Aphelandra tridentata
Aphelandra tridentata là một loài thực vật có hoa trong họ Ô rô. Loài này được Hemsl. mô tả khoa học đầu tiên năm 1882.